# Kong Le

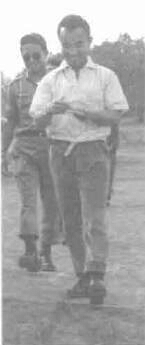
Kong Le tháng 8/1960 tại Lào.

Kong Le là đại úy tiểu đoàn trưởng Tiểu đoàn 2 nhảy dù Quân đội Hoàng gia Lào, người tiến hành cuộc đảo chính nhằm lật đổ chính phủ Hoàng gia Lào năm 1960. Truyền thông Việt Nam viết và đọc tên ông là "Koong Le".
Kong Le sinh ngày 17 tháng 4, năm 1933 (Tài liệu của Stuart-Fox nêu là ngày 6 tháng 3 năm 1934) tại Savannakhet, trong gia đình người H'mông. Ông từng học trường Thiếu sinh quân, sau đó phục vụ trong binh chủng dù, Quân đội Hoàng gia Lào.
Ngày 9 tháng 8 năm 1960, trong khi toàn bộ nội các Lào đang ở Luang Phrabang, Kong Le tiến hành làm đảo chính ở Viêng Chăn, lật đổ chính phủ Hoàng gia Lào thân phương Tây, với kỳ vọng chấm dứt được cuộc nội chiến. Binh sĩ Kong Le chiếm đài phát thanh, các công sở, nhà máy điện Viêng Chăn và phi trường, quản thúc tại gia tướng Sounthone Patthammavong, tổng tham mưu quân đội Hoàng gia Lào. Toàn bộ cuộc hành quân chỉ diễn ra vài tiếng đồng hồ. Ngày 11 tháng 9, trong một cuộc biểu tình tại sân vận động Viêng Chăn, Kong Le tuyên bố các mục tiêu của mình: kết thúc chiến tranh, chống tham nhũng tận gốc và thiết lập một chính sách hòa bình, trung lập. Kong Le đã ra lệnh cho các lực lượng ngoại quốc rút khỏi lãnh thổ Lào.
Kong Le tuyên bố Lào là quốc gia trung lập và mời hoàng thân Souvanna Phouma lập nội các. Liên Xô công nhận Chính quyền Souvanna Phouma và bắt đầu đổ viện trợ vào Lào. Chính quyền Eisenhower lúc đó sợ Kong Le đi theo Cộng sản, đã yểm trợ mạnh mẽ cho quân đội của hoàng thân Phoumi Nosavan đang đặt bản doanh tại Savannakhet chống lại cuộc đảo chính của Kong Le. Ngày 13 tháng 12, quân của Nosavan tiến chiếm thủ đô Lào. Lực lượng của Lữ đoàn dù của đại úy Kong Le bị đẩy bật ra khỏi Viêng Chăn.
Kong Le sống lưu vong tại Mỹ đến đầu những năm 1990, sau đó sang Pháp và mất tại Pháp ngày 17 tháng 1, 2014.